# العلاقات الكينية اللبنانية
العلاقات الكينية اللبنانية هي العلاقات الثنائية التي تجمع بين كينيا ولبنان.

## مقارنة بين البلدين
هذه مقارنة عامة ومرجعية للدولتين:
| وجه المقارنة                                              | كينيا                         | لبنان                                                                |
| --------------------------------------------------------- | ----------------------------- | -------------------------------------------------------------------- |
| المساحة (كم2)                                             | 581.31 ألف                    | 10.45 ألف                                                            |
| عدد السكان (نسمة)                                         | 48.47 مليون                   | 6.10 مليون                                                           |
| الكثافة السكانية (ن./كم²)                                 | 83.38                         | 583.73                                                               |
| العاصمة                                                   | نيروبي                        | بيروت                                                                |
| اللغة الرسمية                                             | اللغة السواحلية، لغة إنجليزية | اللغة العربية، لغة فرنسية                                            |
| العملة                                                    | شيلينغ كيني                   | ليرة لبنانية                                                         |
| الناتج المحلي الإجمالي (بليون دولار)                      | 74.94 مليار                   | 51.84 مليار                                                          |
| الناتج المحلي الإجمالي (تعادل القوة الشرائية) بليون دولار | 142.24 مليار                  | 81.54 مليار                                                          |
| الناتج المحلي الإجمالي الاسمي للفرد دولار أمريكي          | 1.38 ألف                      | 8.05 ألف                                                             |
| الناتج المحلي الإجمالي للفرد دولار أمريكي                 | 2.95 ألف                      | 17.46 ألف                                                            |
| مؤشر التنمية البشرية                                      | 0.548                         | 0.769                                                                |
| رمز المكالمات الدولي                                      | +254                          | +961                                                                 |
| رمز الإنترنت                                              | .ke                           | .lb                                                                  |
| المنطقة الزمنية                                           | ت ع م+03:00                   | ت ع م+02:00، ت ع م+03:00، توقيت شرق أوروبا، توقيت شرق أوروبا الصيفي ‏ |

## منظمات دولية مشتركة
يشترك البلدان في عضوية مجموعة من المنظمات الدولية، منها:
| علم المنظمة | اسم المنظمة                               | تاريخ انضمام كينيا | تاريخ انضمام لبنان |
| ----------- | ----------------------------------------- | ------------------ | ------------------ |
|             | البنك الدولي للإنشاء والتعمير             | 3 فبراير 1964      | 14 أبريل 1947      |
|             | منظمة حظر الأسلحة الكيميائية              | ?                  | ?                  |
|             | المركز الدولي لتسوية المنازعات الاستشارية | 2 فبراير 1967      | 25 أبريل 2003      |
|             | الأمم المتحدة                             | 16 ديسمبر 1963     | 24 أكتوبر 1945     |
|             | منظمة الشرطة الجنائية الدولية             | ?                  | ?                  |
|             | وكالة ضمان الاستثمار متعدد الأطراف        | 28 نوفمبر 1988     | 19 أكتوبر 1994     |
|             | يونسكو                                    | 7 أبريل 1964       | 4 نوفمبر 1946      |
|             | مؤسسة التنمية الدولية                     | 3 فبراير 1964      | 10 أبريل 1962      |
|             | مؤسسة التمويل الدولية                     | 3 فبراير 1964      | 28 ديسمبر 1956     |
|             | الاتحاد البريدي العالمي                   | ?                  | ?                  |
|             | الاتحاد الدولي للاتصالات                  | 11 أبريل 1964      | 12 يناير 1924      |

## وصلات خارجية
- موقع وزارة الخارجية الكينية